# 2017년 1월 이탈리아 중부 지진
2017년 1월 이탈리아 중부 지진은 2017년 1월 18일 이탈리아 중부에서 발생한 지진이다.

## 지진

### 눈사태
이 지진의 여파로 아브루초 주 페스카라 현 파린돌라 리고피아노에서 눈사태가 발생해 4성급 호텔을 덮치는 사고가 발생하여 수많은 사상자가 발생하였다.

## 같이 보기
- 2017년 지진
- 이탈리아의 지진 목록
- 2017년 1월 유럽 한파
- 2016년 8월 이탈리아 중부 지진
- 2016년 10월 이탈리아 중부 지진